# Edoardo Perna
Edoardo Romano Perna (Roma, 29 dicembre 1918 – Roma, 5 ottobre 1988) è stato un avvocato, partigiano e politico italiano.
Dirigente del Partito Comunista Italiano, di cui fu senatore della Repubblica per 6 legislature e capogruppo al Senato dal 15 febbraio 1973 al 11 luglio 1983, è stato presidente della Provincia di Roma dal 27 novembre 1954 al 28 giugno 1956.

## Biografia
Nato a Roma il 29 dicembre 1918, avvocato, prima di entrare in politica era stato un partigiano nelle formazioni Garibaldi durante la resistenza italiana e la seconda guerra mondiale, battendosi come comandante della IV Zona di Roma quando la capitale fu occupata dai nazifascisti. Dopo la liberazione di Roma, Perna si era arruolato nei Gruppi di combattimento e aveva continuato a lottare, al fianco degli Alleati e dei partigiani, contro i nazifascisti sino alla loro totale sconfitta.
Sin dagli anni del liceo era stato attivo nel movimento antifascista degli studenti romani, inizialmente iscritto al Partito Socialista Italiano nel 1942, lo aveva lasciato l'anno dopo per passare al Partito Comunista Italiano (PCI) di Palmiro Togliatti. Nel secondo dopoguerra Perna era stato tra i dirigenti del PCI a Roma, venendo eletto consigliere provinciale di Roma dal 1952 fino al 1963, e presidente della Provincia stessa dal 27 novembre 1954 al 28 giugno 1956.
Alle elezioni politiche del 1963 viene candidato al Senato della Repubblica, tra le liste del PCI nella circoscrizione Lazio, ed eletto senatore, venendo rieletto per cinque volte dalle politiche del 1968 a quelle del 1983, dove per tre legislature, dal 15 febbraio 1973 al 11 luglio 1983, era stato capogruppo del PCI al Senato, prendendo il posto che, per oltre venticinque anni, era stato di Umberto Terracini e lasciandolo a Gerardo Chiaromonte.
Dal 1972 al 1986 è stato anche membro della Direzione nazionale del PCI e dal 1986 fino alla morte fece parte del Comitato Centrale del partito.
Negli anni ottanta si colloca nella corrente politica migliorista di Giorgio Napolitano nel PCI, dove c'erano, tra gli altri, Gerardo Chiaromonte, Gian Carlo Pajetta ed Emanuele Macaluso.
Muore a Roma nella mattinata del 5 ottobre 1988 in una clinica romana. La notizia della morte, per espressa volontà dello stesso Perna, è stata resa nota solo l'8 ottobre, dopo i funerali celebrati a Teolo in provincia di Padova.